# Volatus
Volatus, rod slatkovodnih crvenih algi iz porodice Batrachospermaceae, dio reda Batrachospermales.
Kao novi rod opisan je 2017. otkričem vrsta u Španjolskoj i Sjevernoj Americi. Tipična je  Volatus personatus čiji je tipski loklitet rijeka Hiwassee u Tennesseeju.

## Vrste
1. Volatus carrionii Chapuis & Vis
2. Volatus personatus Chapuis & Vis – tip
3. Volatus ulterior Chapuis & Vis